# Volby do Evropského parlamentu ve Finsku 2009
Volby do Evropského parlamentu se počtvrté ve Finsku uskutečnily dne 7. června 2009. Voleb se účastnilo 14 politických uskupení, z nichž sedm získalo v EP mandát.
Ze 13 mandátů, které Finsku v EP příslušejí, získala konzervativně-liberální Národní koalice 3 (23,21 %), centristický Finský střed 3 (19,03 %), finská sociální demokracie 2 (17,54 %), Zelená liga 2 (12,40 %), populističtí Praví Finové 1 (9,79 %), Švédská lidová strana, zastupující švédskojazyčnou menšinu ve Finsku, 1 (6,09 %), a Křesťanští demokraté 1 (4,17 %). Levicová strana získala sice víc procent než Křesťanští demokraté (5,93 %), v důsledku volebního systému ale nezískala mandát žádný; Křesťanští demokraté jej dostali v důsledku uzavření předvolební koalice s Pravými Finy. Zbylých šest stran (či sdružení) obdrželo méně než 1 % hlasů.
Volební účast byla 38,6 (40,3) %.